# Henkelotherium
 Henkelotherium  ist eine ausgestorbene Gattung der Säugetiere, die vor rund 150 Millionen Jahren im Oberjura von Südwesteuropa vorkam. Die bislang einzige wissenschaftlich beschriebene Art ist die Typusart Henkelotherium guimarotae.
Fundort war die Kohlengrube Guimarota nahe der Stadt Leiria in Portugal. Der Berliner Paläontologe und Grabungsleiter in Guimarota, Bernard Krebs, benannte das Tier in der Erstbeschreibung nach seinem damaligen Kollegen Siegfried Henkel, der das Fossil 1976 entdeckt hatte.

## Merkmale
Henkelotherium guimarotae ist das erste jurassische Säugetier, von dem ein nahezu vollständiges Skelett gefunden wurde. Es war ein kleines Tier, etwa so groß wie eine Spitzmaus. Die kräftigen Krallen und der lange Schwanz deuten auf einen Baumbewohner hin, ähnlich den heutigen Eichhörnchen. Die Zähne belegen, dass es sich bei Henkelotherium um einen Insectivoren (Insekten fressendes Tier) handelte.

## Systematik
In Hinsicht auf seine systematische Stellung gehört die Gattung Henkelotherium zu den Peramuriden (obwohl ursprünglich in eine eigene Familie gestellt), einer Gruppe primitiver Säugetiere, die jedoch bereits dem Ursprung der Theria, der modernen Säugetiere (Beuteltiere (Metatheria) und Plazentatiere (Eutheria)), nahestehen.